# Vladimír Šimek
Vladimír Šimek (* 20. května 1936 Babí) byl český a československý agronom a politik Československé strany lidové, za normalizace poslanec České národní rady, Sněmovny národů a Sněmovny lidu Federálního shromáždění a ministr bez portfeje ČSR.

## Biografie
Absolvoval Střední zemědělskou školu technickou a pracoval jako technik školního statku Police nad Metují. V letech 1961–1962 byl zaměstnancem podniku Východočeské drůbežářské závody. V období let 1962–1970 zastával post vedoucího farmy Teplice nad Metují (k roku 1969 se profesně zmiňuje coby vedoucí farmy chovu drůbeže a krůt Drůbežářských závodů v Jaroměři). V roce 1967 dostudoval Vysokou školu zemědělskou v Praze. Od roku 1970 pracoval v podniku Drůbežářství Xaverov, přičemž od roku 1976 zde byl ředitelem. Angažoval se v Československé straně lidové. Koncem 60. let se uvádí jako předseda MO ČSL, člen zemědělské komise při Okresním výboru ČSL a předseda Krajského výboru ČSL. K roku 1986 se uvádí jako bývalý předseda Okresního výboru ČSL a stávající předseda Krajského výboru ČSL pro Východočeský kraj. Absolvoval ústřední politickou školu ČSL. Zasedal v předsednictvu Ústředního výboru ČSL a v Ústředním výboru Národní fronty. Bylo mu uděleno Vyznamenání Za vynikající práci.
Po provedení federalizace Československa usedl v lednu 1969 do Sněmovny národů Federálního shromáždění. Do federálního parlamentu ho nominovala Česká národní rada, kde rovněž zasedal. Po volbách v roce 1971 přešel do Sněmovny lidu (volební obvod Východočeský kraj). Poslanecké křeslo ale získal až dodatečně v říjnu 1973 po doplňovací volbě poté, co zemřel dosavadní poslanec Antonín Pospíšil. Mandát obhájil ve volbách v roce 1976 (obvod Dvůr Králové nad Labem), volbách v roce 1981 a volbách v roce 1986. Ve funkci poslance zažil sametovou revoluci a po ní v lednu 1990 rezignoval na poslanecký post v rámci procesu kooptace do Federálního shromáždění.
Svoji politickou kariéru završil koncem 80. let i vládní pozicí. V červnu 1986 byl jmenován členem české vlády Josefa Korčáka, Ladislava Adamce a Františka Pitry jako ministr bez portfeje. Na postu setrval do června 1990.